# 舍诺沃 (索恩-卢瓦尔省)
舍诺沃（法語：Chenôves，法語發音：[ʃənov]）是法国索恩-卢瓦尔省的一个市镇，属于索恩河畔沙隆区。

## 地理
舍诺沃（46°40'9"N, 4°41'4"E）面积10.54 平方千米，位于法国勃艮第-弗朗什-孔泰大區索恩-卢瓦尔省，该省份为法国中部省份，北起顺时针与科多尔省、汝拉省、安省、罗讷省、卢瓦尔省、阿列省和涅夫勒省接壤。
与舍诺沃接壤的市镇（或旧市镇、城区）包括：圣瓦勒兰、弗莱、瑞利莱比克西、格罗讷河畔梅塞、索勒。

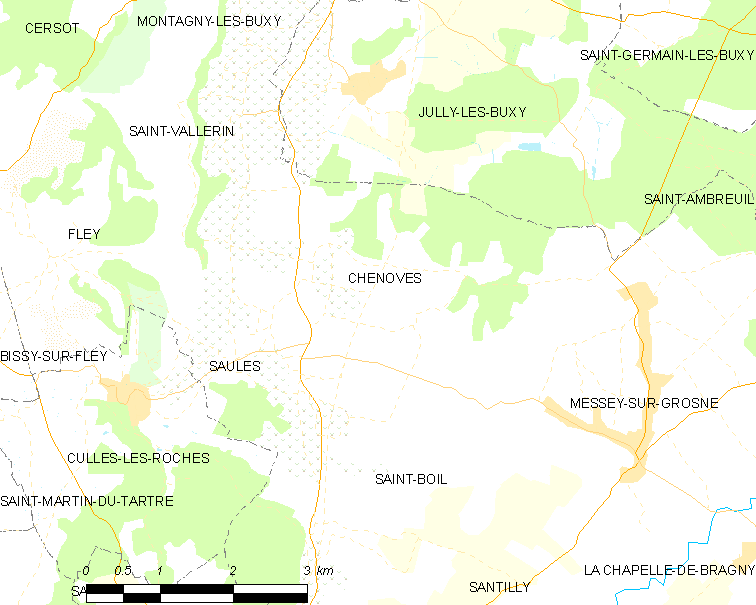
的OSM定位图

舍诺沃的时区为UTC+01:00、UTC+02:00（夏令时）。

## 行政
舍诺沃的邮政编码为71390，INSEE市镇编码为71124。

## 政治
舍诺沃所属的省级选区为日夫里县。

## 人口

1962-2008年间人口变化图示

舍诺沃于2022年1月1日时的人口数量为208人。